# Aspidosperma carapanauba
Aspidosperma carapanauba é uma espécie de planta arbórea da família Apocynaceae, popularmente conhecida como carapanaúba.
É nativa da América do Sul.